# 1720 en science
| Années de la science : 1717 - 1718 - 1719 - 1720 - 1721 - 1722 - 1723    |
| Décennies de la science : 1690 - 1700 - 1710 - 1720 - 1730 - 1740 - 1750 |

Cet article présente les faits marquants de l'année 1720 en science.

## Événements
- 9 février : Edmond Halley est nommé astronome royal d'Angleterre à la suite de John Flamsteed. Il s'installe à l'observatoire de Greenwich le 7 mars et commence ses observations le 1er octobre 1721 après avoir acquis de nouveaux instruments[1].

- Au Japon, le shogoun Tokugawa Yoshimune autorise l'importation des livres occidentaux traduits en chinois, sauf les écrits concernant la religion. C'est le début des « Études néerlandaises » (Rangaku)[2]. Des textes scientifiques sont traduits du néerlandais en japonais, principalement pharmacologiques et médicaux, sur des rouleaux illustrés et commentés. Certains médecins tentent des dissections, d’autres réclament plus de traduction.
- L'horloger anglais Christopher Pinchbeck met au point un alliage cuivre et de zinc (le Pinchbeck) qui a l'apparence de l'or[3].

## Publications
- Willem Jacob 's Gravesande : Physices elementa mathematica experimentis confirmata sive introductio ad philosophiam newtonianum, Leyde, Lugdini Batavorum, 1720 ; une introduction à la mécanique newtonienne.

## Naissances

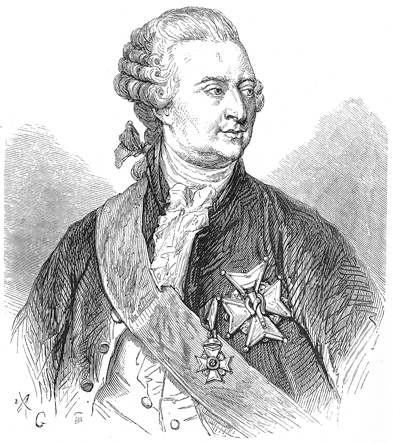
Charles de Geer

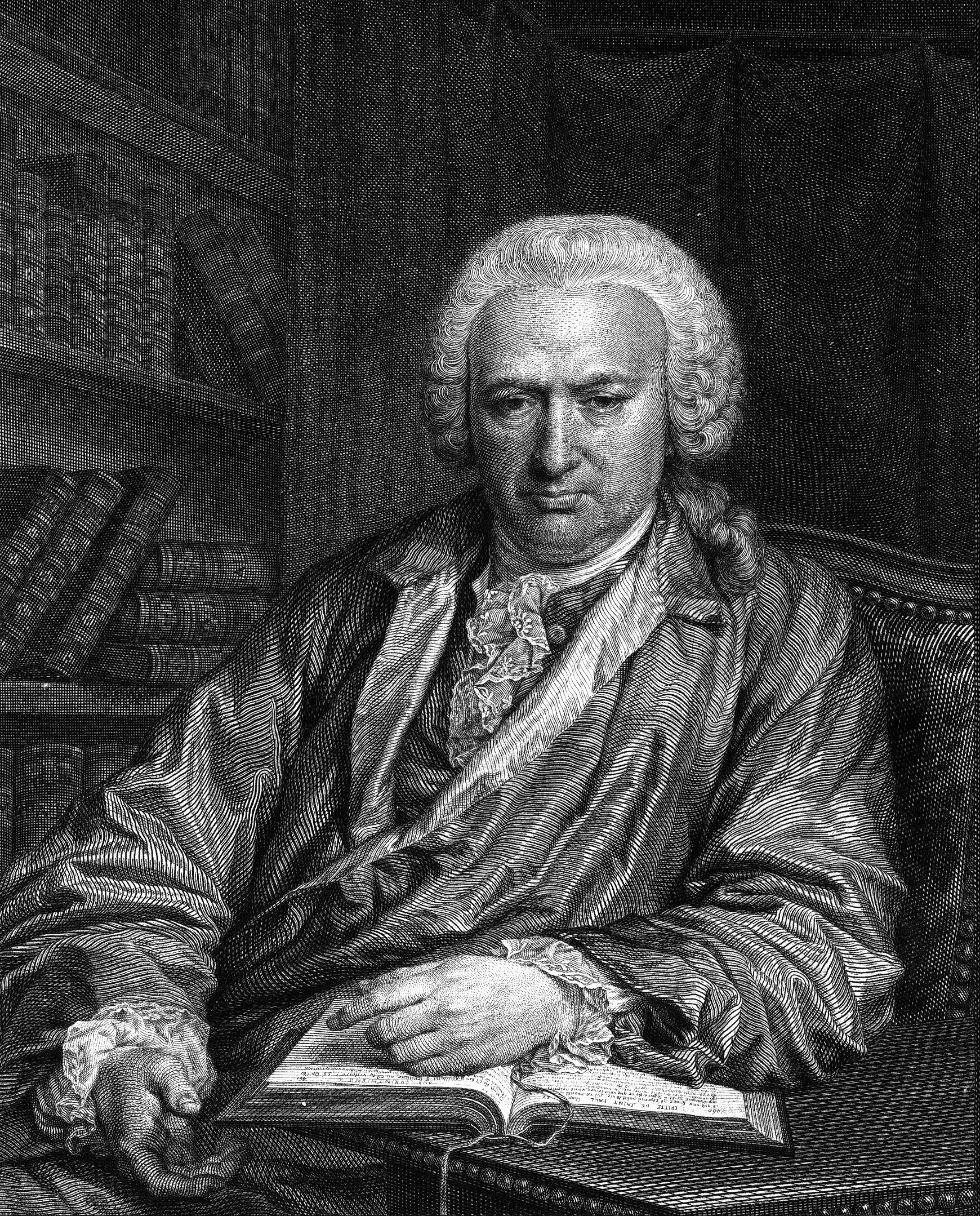
Charles Bonnet

- 10 février : Charles de Geer (mort en 1778), biologiste et homme politique suédois.
- 13 mars : Charles Bonnet (mort en 1793), naturaliste et philosophe genevois.
- 14 mai : Nils Schenmark (sv) (mort en 1788), mathématicien suédois.
- 15 mai : Maximilian Hell (mort en 1792), astronome autrichien.
- 12 juin : Sven Rinman (mort en 1792), chimiste et minéralogiste suédois.
- 16 juillet : Alexandre Savérien (mort en 1805), écrivain, philosophe et mathématicien français.
- 18 juillet : Gilbert White (mort en 1793), naturaliste anglais.
- 2 août : Guillaume Mazéas (mort en 1775), savant français.
- 14 septembre : Bertrand Capmartin de Chaupy (mort en 1798), écrivain et archéologue français.
- 30 septembre : Carl Fredrik Adler (mort en 1761), médecin et botaniste suédois.
- 12 octobre (?)[4] :  Jens Kraft (mort en 1765), philosophe et mathématicien danois.
- 17 octobre : Marie-Geneviève-Charlotte Thiroux d'Arconville (morte en 1805), femme de lettres et chimiste française.

- Gustavus Brander (en) (mort en 1787), naturaliste anglais.
- Maarten Houttuyn (mort en 1798), naturaliste néerlandais.
- La Bretonnerie (mort vers 1795), agronome français.
- Nicholas Revett (mort en 1804), architecte, archéologue et peintre britannique.
- Vers 1720 : James Hargreaves (mort en 1778), inventeur anglais.

## Décès
- 20 janvier : Giovanni Maria Lancisi (né en 1654), clinicien italien connu pour avoir introduit le mot mal’aria, « mauvais air » et établi une corrélation entre la présence des moustiques et la prédominance de la maladie ainsi que pour ses études sur les maladies cardio-vasculaires.